# 何塞·鲁道夫·佩雷斯·里贝罗
何塞·鲁道夫·佩雷斯·里贝罗（José Rodolfo Pires Ribeiro，1992年2月6日—），昵称多多（Dodô），是一名巴西足球运动员，司职左后卫，現效力於巴甲球隊明尼路。

## 俱乐部生涯
2009年，多多进入科林蒂安一线队。当年5月他到英超球队曼联试训并被认为将在2010年2月转会到曼联， 不过最终并未成行。2010年12月，他被租借到巴伊亚一个赛季。
2012年7月2日，多多转会加盟意大利足球甲级联赛球队羅馬。10月28日，他在罗马2比3不敌乌迪内斯的比赛首发出场，首次代表罗马队亮相。他在2012/13赛季共为罗马出场11次。
2014年7月8日，多多以120万欧元的价格被租借到国际米兰两年，如果多多在此期间代表国际米兰在正式比赛出场，将会激活780万欧元的强制买断条款。